# 영산고등학교 (부산)
영산고등학교(靈山高等學校)는 대한민국 부산광역시 해운대구 반송동에 있는 사립 고등학교이다.

## 학교 연혁
- 1973년 6월 20일 : 학교법인 성심학원 설립인가
- 1973년 6월 20일 : 공동 설립자 부봉환, 박용숙 선생, 초대 이사장 박용숙 선생 취임
- 1973년 9월 1일 : 초대 교장 양락 선생 취임
- 1974년 1월 5일 : 성심여자실업고등학교 설립 인가(12학급)
- 1974년 3월 6일 : 제1회 입학식(상업과 4학급 168명)
- 1974년 10월 20일 : 신축교사 B, C동 32개 교실 준공
- 1974년 11월 19일 : 학칙변경 인가(성심여자상업고등학교로 교명 변경)
- 1975년 3월 1일 : 성심여자상업고등학교로 교명 변경
- 1975년 10월 10일 : 학급 증설 24학급, 신축교사 증설(32개 교실 완공)
- 1979년 11월 23일 : 학칙변경 인가(주간 36학급, 야간 15학급)
- 1987년 9월 24일 : 별관(D동) 준공(생활관, 특별실, 도서실)
- 1996년 8월 13일 : 학칙변경 인가(학급감축 및 야간학급 폐지) 학급수 51학급
- 2000년 6월 30일 : 학칙변경 인가(성심정보고등학교로 교명 변경) 남녀 공학 15학급(인터넷정보과 4학급, 관광과 4학급, 전자상거래과 4학급, 통상외국어과 3학급)
- 2001년 3월 1일 : 성심정보고등학교로 교명 변경
- 2009년 8월 28일 : 보건의료 특성화고등학교 개편인가 (성심보건고등학교로 교명 변경, 보건간호과 2학급, 의료서비스과 5학급, 의료관광외국어과 3학급)
- 2009년 8월 28일 : 학교법인 영산학원 제2대 이사장 부구욱 박사 취임
- 2010년 3월 1일 : 성심보건고등학교로 교명 변경
- 2018년 7월 4일 : 영산고등학교로 교명변경 인가, 학칙변경 인가(웰빙조리과 3학급, 보건간호과 2학급, 사무경영과 3학급)
- 2023년 3월 1일 : 제12대 교장 정희정 선생 취임
- 2024년 2월 8일 : 제48회 졸업식(졸업생 135명, 졸업생 누계 26,289명)
- 2024년 3월 1일 : 2024디지털 기반 교육혁신 선도학교 선정
- 2024년 3월 4일 : 2024학년도 입학식 (8학급 167명)

## 설치 학과
- 공통과정(전문계)
- 보건간호과
- 부사관과
- 웰빙조리과
- 사무경영과

## 참고 자료
- 영산고등학교 - 한국교육학술정보원 학교알리미